# خورخي هيريرا ديلغادو
خورخي هيريرا ديلغادو هو سياسي مكسيكي، ولد في 16 أغسطس 1961 في دورانجو في المكسيك، وتوفي بنفس المكان في 24 نوفمبر 2014 بسبب سرطان البنكرياس. نشط حزبياً في الحزب الثوري المؤسساتي. وقد انتخب عمدة دورانجو وانتخب عضو مجلس النواب المكسيك ‏.

## وصلات خارجية
- الموقع الرسمي